# والتری فیلپولا
والتری فیلپولا (انگلیسی: Valtteri Filppula؛ زادهٔ ۲۰ مارس ۱۹۸۴) بازیکن هاکی روی یخ اهل فنلاند است.
وی همچنین برندهٔ جوایزی همچون جام استنلی شده‌است.
از باشگاه‌هایی که در آن بازی کرده‌است می‌توان به تمپا بی لایتنینگ و فیلادلفیا فلایرز اشاره کرد.